# Deep Purple Secret Mexican Tour
Deep Purple Secret Mexican Tour мала тура за загревање Британске хард рок групе Дип перпл са новим гитаристом Стиви Морсом која се састојала од два концерта у Мексику и један концерт у Сједињеним Америчким Државама.

## Турнеја пред-историја
У 1993, због сталних неслагања, музичких разлика, туча и тензија између певача Ијан Гилана и гитаристе Ричи Блекмора, Ричи Блекмор је напустио групу дан пре турнеје по Јапану. Дип перпл ангажује Џоа Сатријанија као замену за Ричија, на осталим концертима. Након турнеје, Џо Сатријани наставља своју соло каријеру па Дип перпл тражи Стиви Морса да се прикључи групи. Ричи је био врло популаран код фанова, па остали чланови групе нису знали како ће нови гитариста да буде прихваћен од публике. Тако су одлучили да организују малу тајну турнеју за загревање, како би видели реакцију публике уживо. Реакција публике на Стивија је била врло добра. Тако је Дип перпл замолио Стивиа да остане у групи.

## Датуми концерата

### Мексико
- Мексико 23 11 1994, Palacio De Los Deportes, Мексико (град)
- Мексико 25 11 1994, непознато место, Monterey

### Сједињене Америчке Државе
- Сједињене Америчке Државе 26 11 1994, Johnnyland Auditorium Corpus Christi Texas

## Списак песама (Setlist)
1. (завршава се са Into The Fire)

Бис:

## Постава
- Ијан Гилан - вокали
- Стиви Морс - гитаре
- Џон Лорд - Хамонд оргуље, клавијатуре
- Роџер Главер - бас
- Ијан Пејс - бубњеви